# 아루바 플로린
플로린 (florin, 네덜란드어: [floːˈrɪn]; 기호: Afl.; 코드: AWG) 또는 아루바 휠던은 아루바의 통화이다. 1 플로린은 100 센트로 나뉜다. 플로린은 1986년 네덜란드령 안틸레스에서 탈퇴한 아루바가 네덜란드령 안틸레스 휠던을 1대 1 비율로 대체하기 위해 도입되었다. 아루바 플로린은 미국 달러에 1.79 플로린의 비율로 고정되어 있으며, 미국 달러는 1.75 플로린의 비율로 결제되는 경우가 많다.

## 동전
1986년, 동전은 5, 10, 25, 50 센트와 1, 2½ 플로린의 종류로 도입되었다. 나중에, 5 플로린 지폐는 정사각형 동전으로 대체되었고 2½-플로린 동전은 유통에서 제거되었다. 5 플로린은 2005년 동그란 금색으로 된 동전으로 대체되었는데, 그 이유는 구형 5 플로린 동전은 위조가 너무 쉬웠기 때문이다. 구리와 다른 금속의 합금인 5 플로린을 제외한 모든 동전은 니켈 본드로 된 강철로 주조된다. 50센트는 네모난 모양의 유일한 동전이며, 현지인들에게는 흔히 "요틴"이라고도 불린다.
각각의 1-, 2½-, 그리고 5 플로린 동전의 뒷면에는 네덜란드 왕국의 현 국가 원수의 프로필이 그려져 있다. 1986년부터 2013년까지는 베아트릭스 여왕이었고 2014년 이후에는 국왕 빌럼알렉산더르이 그려져 있다. 게다가, 이 세 액면만이 가장자리에 '하나님이 우리와 함께 하소서'라는 뜻의 "God Zij Met Ons"라고 쓰여 있다.

## 지폐
1986년, 지폐는 5, 10, 25, 50, 100 플로린의 종류로 도입되었다. 500 플로린은 1993년 도입되었고 5 플로린 지폐는 1995년 동전으로 대체되었다.